# Danny Tamberelli
Danny Tamberelli est un acteur américain né le 8 février 1982 à Wyckoff, dans le New Jersey (États-Unis).

## Filmographie
- 1989 : Ryan's Hope (série télévisée) : Sean Novak
- 1992 : Iris the Happy Professor (série télévisée) : Rich Larkin
- 1992 : Les Petits Champions (The Mighty Ducks) : Tommy Duncan
- 1993 : The Baby-Sitters Club (en) (série télévisée) : Jackie Rodowsky
- 1993 : Les Aventures de Huckleberry Finn (The Adventures of Huck Finn) : Ben Rodgers
- 1993 : Josh and S.A.M. de Billy Weber (en) : Red Haired Kid #2
- 1994 : New York, police judiciaire (Law & Order) (série télévisée) : Jeffrey
- 1996 : The Adventures of Pete & Pete (série télévisée) : Little Pete Wrigley
- 1996 : Space Cases (série télévisée) : Stuart
- 1997 : Bonehead Detectives of the Paleo World (série télévisée) : Sam
- 1997 : Le Bus magique (série télévisée) : Arnold Perlstein (voix)
- 2000 : La Double Vie d'Eddie McDowd (100 Deeds for Eddie McDowd) (série télévisée) : Spike Cipriano
- 2002 : Igby (Igby Goes Down) : Turtle
- 2002 : Fillmore ! (série télévisée) : Joseph Anza (voix)
- 2005 : All That (série télévisée) : Regular Performer

## Jeux vidéo
- 2013 : Grand Theft Auto V : Jimmy de Santa